# 浅川マキの世界
『浅川マキの世界』（あさかわマキのせかい）は、浅川マキのデビュー・アルバム。1970年9月5日に東芝音楽工業 - エキスプレス・レーベル（現：ユニバーサルミュージック合同会社内EMIレコーズ・ジャパンレーベル）より発売された。

## 概要
- 「闇から放たれたようなこのアルバムが、一つの時代を創った。」[1]
- スタジオ録音とライブ録音が半々で構成されている。A面収録曲およびB面収録の『かもめ』は、スタジオ録音。B面収録曲（『かもめ』を除く）は、1968年12月に新宿にあったアンダーグラウンド・シアター「蠍座」に於ける実況録音（ライブ録音）。
- スタジオ録音部分の構成・演出は、寺沢圭。蠍座実況録音部分の構成は、寺山修司。トータル・プロデュースは、寺本幸司が担当している。
- 曲間にSE、浅川マキへのインタビューが収録されている。
- 1990年に『浅川マキの世界 CD10枚組BOX 自選作品集』の中の一枚として初CD化。
- 1992年に東芝EMI及びアルファレコードの“音蔵シリーズ”の一枚として単独でCD化（再発売）。
- 2011年1月に、このアルバムを含む70年代のアルバム10作、6月に80年代のアルバム14作がデジタルリマスタリングされた音源に、オリジナルレコード（LP盤）の歌詩カード（一部の作品に例外、及び色や紙質などの差異あり）、レコードレーベルを再現した、紙ジャケット仕様で復刻（初CD化作品含む）。

但し、帯は紙ジャケットシリーズで新たにデザインされたものに統一され、オリジナルレコード帯は再現されていない。また『WHO'S KNOCKING ON MY DOOR』（1983年）以降はオリジナルレコード盤に元々帯がなく、帯代わりのステッカー（シール）が添付されていたが、こちらも再現されていない。
- 2016年3月23日、ユニバーサルミュージックより限定アナログLP盤発売。規格品番：UPJY9026 (JAN 4988031134993)。

## 収録曲
- 全編曲：山木幸三郎

### Side A
1. 夜が明けたら
  - 作詩[注釈 1]・作曲：浅川マキ

デビューシングル（A面）。未表記だが、アルバム・ヴァージョンで収録。
アルバム版はスタジオ録音だが、シングル・ヴァージョンは蠍座でのライヴ録音。
2. ふしあわせという名の猫
  - 作詩：寺山修司／作曲：山木幸三郎

2ndシングル「ちっちゃな時から」（B面）。未表記だが、アルバム・ヴァージョンで収録。
シングル・ヴァージョンは空間のある音創りであるのに対し、アルバム版は密閉性のある陰鬱な音創りが成されている。
3. 淋しさには名前がない
  - 作詩・作曲：浅川マキ
4. ちっちゃな時から
  - 作詩：浅川マキ／作曲：むつひろし

2ndシングル（A面）。
5. 前科者のクリスマス
  - 作詩：寺山修司／作曲：山木幸三郎
6. 赤い橋
  - 作詩：北山修／作曲：山木幸三郎

3rdシングル「港の彼岸花」（B面）として、1971年4月5日にシングル・カット。

### Side B
1. かもめ
  - 作詩：寺山修司／作曲：山木幸三郎

デビューシングル「夜が明けたら」（B面）。
2. 時には母のない子のように　Sometimes I feel a motherless child
  - 作詩・作曲：TRADITIONAL（PD）（黒人霊歌）
  - JASRACデータベース上では、外国作品／出典：Z (各種参考資料)、
作品コード：0O5-7969-8 SOMETIMES I FEEL LIKE A MOTHERLESS CHILD /ORIGINAL/ と登録[2]。
3. 雪が降る Tombe la neige
  - 作詩・作曲：アダモ／日本語詩：安井かずみ
4. 愛さないの愛せないの
  - 作詩：寺山修司／作曲：山木幸三郎
5. 十三日の金曜日のブルース
  - 作詩：寺山修司／作曲：山木幸三郎
6. 山河ありき
  - 作詩：寺山修司／作曲：山木幸三郎

## クレジット

### 演奏者
- 浅川マキ - Vocals
- 山木幸三郎 - Arranger
- 今田勝 - Piano、Organ、Keybords
- 原田政長 - Bass
- 市原宏祐 - Flute
- 稲垣次郎 - Flute
- 横内章次 - Guitar
- チコ菊池 - Drums
- 吉野金次 - Recording Engineer & Mixer

## 発売形態
| 形態 | 発売日         | 品番       | 発売元                    | 備考 |
| ---- | -------------- | ---------- | ------------------------- | --- |
| LP   | 1970年09月05日 | EP-7767    | 東芝音楽工業              | 【初出】オリジナル発売日。￥1800盤 赤盤あり。 |
| LP   |                | ETP-8188   | 東芝音楽工業              | 【LP再発】帯仕様に一部変更あり。赤盤あり。￥1800盤→￥2000盤 |
| LP   | 1975年04月20日 | ETP-72056  | 東芝EMI                   | 【LP再発】帯は東芝EMI統一の写真入黒帯。￥2300盤 |
| LP   | 2016年03月23日 | UPJY-9026  | ユニバーサルミュージック  | 【LP再発】限定生産 ￥3888盤(JAN 4988031134993) |
| CT   |                | ZA-1137    | 東芝音工業                | 1曲目に「港の彼岸花」収録、「前科者のクリスマス」割愛した全12曲収録。レコード、及びCDとはジャケット違い。                                                       |
| CD   | 1990年12月19日 | TOCT-5941  | 東芝EMI                   | 【初CD化】 【CD BOX】10枚組BOX SET『浅川マキの世界 CD10枚組BOX 自選作品集』のDisc.01として。単独発売なし。                                                      |
| CD   | 1992年03月25日 | TOCT-6556  | 東芝EMI                   | 【CD再発】 単独初CD化。音蔵シリーズの1枚として。 |
| CD   | 2010年05月21日 | TOCT-11251 | EMIミュージック・ジャパン | 【CD BOX再発】10枚組BOX SET『浅川マキの世界 CD10枚組BOX 自選作品集』（復刻限定生産）のDisc.01として。単独発売なし。                                             |
| CD   | 2011年01月21日 | TOCT-27041 | EMIミュージック・ジャパン | 【CD再発】※完全限定生産盤 2011年デジタルリマスタリング/紙ジャケット仕様。 一度生産終了後、2016年2月24日に同一規格で1970年代のアルバム10作がアンコール・プレス。 |
| CD   | 2012年01月25日 | TOCT-11320 | EMIミュージック・ジャパン | 【CD再発】EMI ROCKS The Firstシリーズの1枚として。ジャケット及び曲目ページはBOXと同じ仕様、歌詞カードはオリジナル盤（紙ジャケ）と同じ仕様。                     |

## 関連作品
- Selected Album by MAKI（1984年） - このアルバムから3曲収録。
- 浅川マキ CD ベスト・ナウ（1986年） - このアルバムから5曲収録。但し「ふしあわせという名の猫」はシングル・ヴァージョン収録。
- DARKNESS（1988年）- このアルバムから5曲収録。
- DARKNESS I（1995年）- このアルバムから4曲収録。
- DARKNESS III（1997年） - このアルバムから2曲収録。
- 夜が明けたら(1999) - このアルバムから7曲収録。
- DARKNESS IV（2007年）- このアルバムから3曲収録。
- Long Good-bye（2010年）- このアルバムから4曲収録。
- シングル・コレクション（2011年/配信限定）